# Kordofon
Kordofon, vetenskaplig terminologi för stränginstrument, musikinstrument bestående av strängar spända över en resonanslåda.

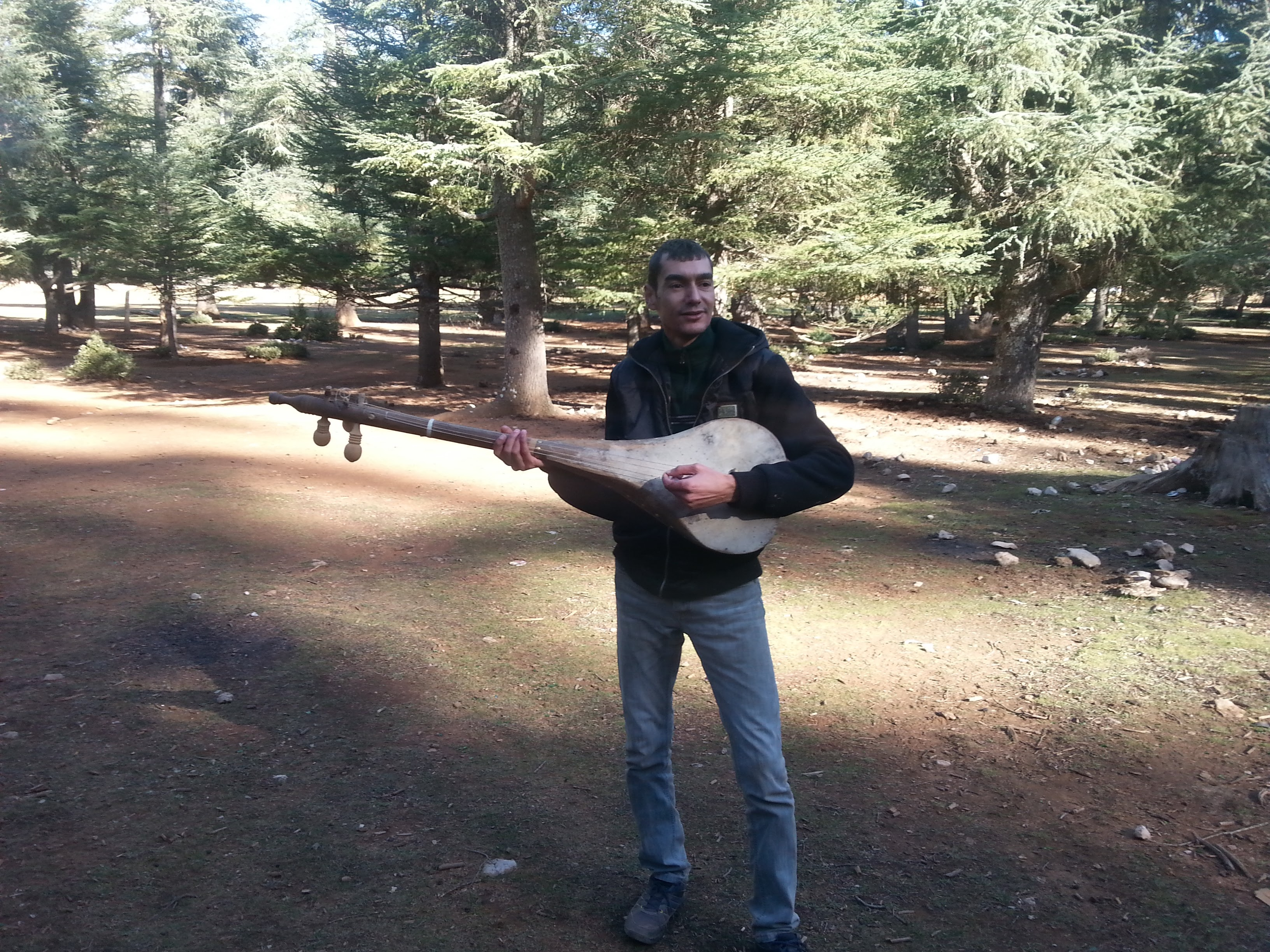
Atlas - Marocko